# Franklyn
Franklyn is een Britse sciencefiction-fantasyfilm uit 2008, geschreven en geregisseerd door Gerald McMorrow als zijn speelfilmdebuut. De hoofdrollen worden vertolkt door Eva Green, Ryan Phillippe en Sam Riley.

## Verhaal
Het verhaal van de film is verdeeld tussen de parallelle realiteiten van de hedendaagse stad Londen en de bovennatuurlijke metropool Meanwhile City. Franklyn vertelt de verhalen van vier personages. Jonathan Preest is een gemaskerde burgerwacht uit Meanwhile City die niet zal rusten voordat hij wraak heeft genomen op The Individual. Emilia is een onrustige jonge kunststudente wiens rebellie dodelijk kan zijn. Milo is een diepbedroefde twintiger die de puurheid van haar eerste liefde mist. Peter is een religieuze man die wanhopig op zoek is naar zijn vermiste zoon onder de daklozen in Londen.

## Rolverdeling
| Acteur          | Personage           |
| --------------- | ------------------- |
| Eva Green       | Emilia / Sally      |
| Ryan Phillippe  | Jonathan Preest     |
| Sam Riley       | Milo                |
| Bernard Hill    | Peter Esser         |
| James Faulkner  | Pastoor Bone        |
| Stephen Walters | Wormsnakes / Wasnik |
| Art Malik       | Tarrant             |
| Susannah York   | Margaret            |
| Richard Coyle   | Dan                 |
| Kika Markham    | Naomi               |

## Release
De film ging in première op 16 oktober 2008 op het Filmfestival van Londen en werd op 27 februari 2009 in het Verenigd Koninkrijk uitgebracht door eOne.

## Ontvangst
Op Rotten Tomatoes heeft Franklyn een waarde van 57% en een gemiddelde score van 5,20/10, gebaseerd op 30 recensies.

## Prijzen en nominaties
De belangrijkste:
| Jaar | Prijs                         | Categorie                                       | Genomineerde(n)                                                         | Uitslag     |
| ---- | ----------------------------- | ----------------------------------------------- | ----------------------------------------------------------------------- | ----------- |
| 2010 | Visual Effects Society Awards | Uitstekende matte schilderijen in een speelfilm | Tania Richard & Christoph Unger (voor de Meanwhile City stadsgezichten) | Genomineerd |